# Großsteingrab Dölitz
Das Großsteingrab Dölitz war eine megalithische Grabanlage der jungsteinzeitlichen Trichterbecherkultur bei Dölitz, einem Ortsteil von Gnoien im Landkreis Rostock (Mecklenburg-Vorpommern). Es wurde 1852 für die Gewinnung von Baumaterial zerstört. Die genaue Lage des Grabes ist nicht überliefert. Auch über Ausrichtung, Maße und Typ liegen keine näheren Informationen vor. Bei der Zerstörung der Anlage wurde eine steinerne flache Hammeraxt aus Hornblende gefunden. Sie wurde dem Verein für mecklenburgische Geschichte und Altertumskunde übereignet, ging aber später verloren.